# Stanisław Maczek
El general Stanisław Maczek (staˈɲiswav ˈmat͡ʂɛk; 31 de març de 1892 - 11 de desembre de 1994) fou un comandant de tancs polonès de la Segona Guerra Mundial, la divisió del qual va ser fonamental en l'alliberament aliat de França, tancant la bossa de Falaise, amb la qual es van eliminar 14 divisions alemanyes de la Wehrmacht i la SS. Veterà de la Primera Guerra Mundial, de les guerres polonesoucraïnesa i polonesosoviètica, Maczek va ser el comandant de l'única gran formació blindada de Polònia durant la campanya de setembre de 1939, i més tard va comandar una formació blindada polonesa a França el 1940. Va ser el comandant de la famosa 1a Divisió Blindada Polonesa, i més tard del I Cos de l'Exèrcit Polonès sota comandament aliat el 1942-1945.

## Família
Stanisław Władysław Maczek va néixer el 31 de març de 1892 al barri de Szczerzec de Lwów (actualment Shchirets), llavors a la Galítsia austrohongaresa. El seu pare era advocat i la seva família era d'extracció croata; de fet era un cosí del polític croat Vladko Maček.

## Educació
Després de graduar-se a l'escola de gramàtica de Drohobycz el 1910, va assistir a la facultat de filosofia de la Universitat de Lwów, on va estudiar filologia polonesa. Entre els seus tutors hi havia els reconeguts filòlegs polonesos Wilhelm Bruchnalski i Józef Kallenbach. També va assistir a conferències de Kazimierz Twardowski. Durant els seus estudis va servir a l'organització paramilitar Strzelec, en la qual va rebre formació militar bàsica. Després de l'esclat de la Primera Guerra Mundial, Maczek va interrompre els seus estudis, amb l'esperança d'unir-se a les legions poloneses de Józef Piłsudski, però va ser reclutat en l'exèrcit austrohongarès.

## Primera Guerra Mundial
Després de rebre un breu entrenament d'oficial, Maczek va ser enviat al front italià de la Primera Guerra Mundial. Inicialment com suboficial del regiment tirolès de la K.u.K Armee, fou ascendit a segon tinent el 1916 i el 1918 a tinent. Com a únic comandant del batalló polonès als regiments alpins d'Àustria-Hongria, Maczek va obtenir experiència en la guerra de muntanya, cosa que va resultar valuosa en la seva posterior carrera.

## Les fronteres de Polònia
L'11 de novembre de 1918, després de rebre notícies de l'armistici, Maczek va dissoldre el seu batalló i va tornar a la nova i independent Polònia. Tres dies després va arribar a Krosno, on es va incorporar a l'exèrcit polonès. Assignat al comandament d'un batalló de Krosno, Maczek va iniciar una ofensiva limitada contra les forces de la República Popular d'Ucraïna Occidental (ZUNR) amb l'objectiu d'alliberar la seva ciutat natal assetjada. Tanmateix, a causa del suport insuficient, després d'èxits inicials a Ustrzyki, Chyrów i Felsztyn, l'ofensiva polonesa es va estancar i la guerra polonesoucraïnesa es va convertir en guerra de trinxeres durant la resta de l'hivern.
L'abril de 1919, Maczek fou retirat de la seva unitat i es va convertir en l'organitzador i comandant de l'anomenada «companyia volant» com a part de la 4a divisió d'infanteria del general Aleksandrowicz. Aquesta unitat, creada per iniciativa de Maczek, es va crear basant-se en els Sturmbataillone alemanys de la Primera Guerra Mundial i era altament mòbil, amb vehicles tirats per cavalls (taczanka, podwoda) provinents de dipòsits de l'exèrcit austrohongarès i ben equipats amb metralladores pesants. La unitat estava formada majoritàriament a partir de tropes veteranes del batalló de Krosno i el seu valor de combat era molt superior a la mitjana de l'exèrcit polonès de l'època. D'aquí que actués taponant forats que apareixien a les línies defensives, però també lluitant amb distinció en l'ofensiva polonesa de primavera. Va participar en alguns dels combats més durs de la guerra, incloses les batalles per Drohobycz, Stanisławów, Buczacz i, finalment, la capital de la ZUNR, Stryj.
Després de la finalització dels combat, Maczek fou confirmat en el lloc de major amb antiguitat des de l'1 de juny de 1919. A continuació, va ser adscrit al general pl (Wacław Iwaszkiewicz) com a oficial d'estat major. Avorrit de les funcions, Maczek va demanar repetidament als seus superiors que li donessin comandament sobre una unitat de primera línia. El seu desig es va complir només després de l'inici de la guerra poloneso-soviètica, quan el segon exèrcit va patir una derrota en enfrontaments inicials amb el primer exèrcit de cavalleria de Semion Budionni. A Jarosław, Maczek va formar un nou batalló volant de fusellers, format principalment per reclutes frescos i ulans desmuntats. Malgrat la formació insuficient, la unitat es va traslladar al front i Maczek va tornar a actuar com a apagafocs, traslladant la seva unitat ràpidament cap a on calgués. La seva unitat va cobrir la retirada de les forces poloneses a Mosty Wielkie, després de la qual va ser assignada a la primera divisió de cavalleria de Juliusz Rómmel. Va participar en l'assalt polonès contra Waręż, a prop de Zamość, un contraatac tàctic a la rereguarda dels cosacs de Budionni justa abans de la victoriosa batalla de Komarów. Després de la fi de les hostilitats, el batalló de Maczek va rebre el seu nom oficialment, tot i que es va dissoldre poc després de la signatura del tractat de Riga.

## Anys d'entreguerres
Maczek va decidir no reprendre els seus estudis a la Universitat de Lwów i va romandre en servei actiu. Entre el 1921 i el 1923 va comandar un batalló d'infanteria dins del 26è regiment d'infanteria de Lwów. El 1r d'agost de 1923 va ser ascendit a tinent coronel i enviat a l'Escola Militar Superior de Varsòvia. Es va graduar l'any següent i va exercir fins a 1927 com a cap de la Secció II (intel·ligència) a Lwów. Aquell mateix any es va traslladar a Grodno, on va exercir com a subcomandant del 76è regiment d'infanteria.
El 1929, després d'acabar la seva formació, es va convertir en comandant del 81è regiment d'infanteria amb seu a Grodno, ocupant aquest lloc fins al 1934. Durant aquest temps, el primer de gener de 1931 va ser ascendit a coronel. El 1935 fou traslladat a Częstochowa, on esdevingué comandant d'infanteria (pràcticament, comandant adjunt de tota la divisió) a la 7a divisió d'infanteria. L'octubre de 1938, l'experiència de Maczek com a comandant de les tropes volants va rebre el reconeixement dels seus superiors i se li va donar el comandament de la 10a brigada de cavalleria motoritzada, la primera formació totalment motoritzada de l'exèrcit polonès.

## Setembre de 1939
Durant l'esclat de la guerra el setembre de 1939, la 10a brigada de cavalleria motoritzada va estar assignada a l'exèrcit de Cracòvia que defensava la Petita Polònia i Silèsia. Equipada amb tancs lleugers i tanquetes i amb una sola bateria d'artilleria de només vuit canons pesants, la brigada va entrar en batalla el primer dia de guerra. Després de la batalla de Jordanów, la unitat de Maczek va enfrontar-se a tot el XVIII cos del general Eugen Beyer i va protegir amb èxit el flanc sud de les forces poloneses, al llarg de les muntanyes Beskides. Amb el suport d'uns pocs batallons de guàrdies de frontera i tropes de defensa nacional, la brigada motoritzada de Maczek es va enfrontar a dues divisions Panzer (4a divisió lleugera de von Hubicki i 2a divisió Panzer de Veiel) i a la 3a divisió de muntanya d'Eduard Dietl.
Durant cinc dies, la brigada de Maczek va lluitar de manera valenta i eficaç, frenant el ritme de la Blitzkrieg alemanya; malgrat la superioritat numèrica i tècnica, els alemanys no van poder fer més de 10 quilòmetres al dia. Els homes de Maczek van aprofitar al màxim el terreny muntanyós, aturant molts atacs alemanys i contraatacant de tant en tant. No obstant això, després que el front de l'exèrcit de Cracòvia es trenqués al nord de la posició de la brigada, la formació de Maczek va ser retirada de la primera línia.
La brigada va lluitar com a unitat de defensa avançada, defensant els ponts i els guals a la Petita Polònia, fins que va arribar a Lwów i es va unir a les defenses de la ciutat. Va formar una reserva mòbil durant la batalla de Lwów, que permeté a altres unitats poloneses retirar-se cap al cap de pont romanès. Tanmateix, el pla va quedar en res per la invasió de Polònia de la Unió Soviètica el 17 de setembre. Després de dos dies, el mariscal de Polònia Edward Rydz-Śmigły va ordenar que la brigada travessés la frontera hongaresa. La brigada de Maczek va ser internada a Hongria. Tot i que la unitat havia perdut aproximadament la meitat dels seus homes, no havia estat derrotada en combat obert i es va guanyar el respecte de l'enemic. Es considera que és l'única unitat polonesa que no va perdre una sola batalla el 1939. Maczek no només era estimat pels seus superiors, sinó que també era apreciat pels seus soldats, que es referien a ell com a baca ('pastor') nom tradicional dels polonesos per a un pastor.

## França, 1940

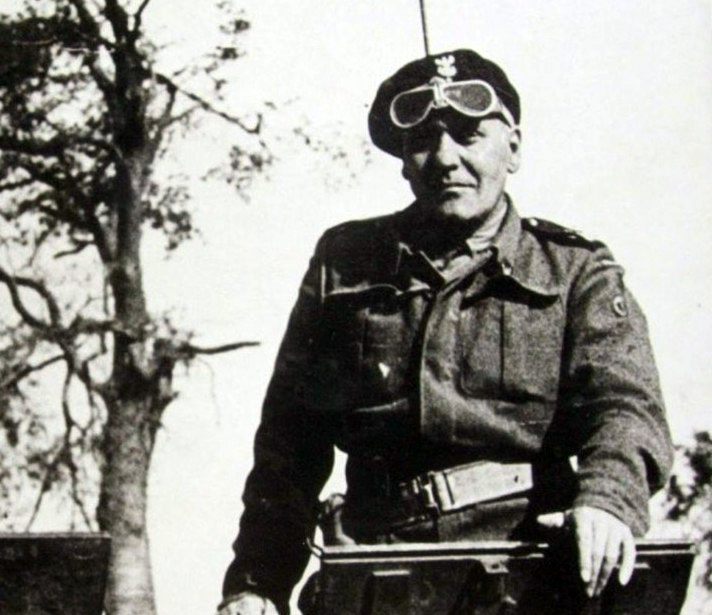
Stanisław Maczek, el 1944

Després del final de la campanya de setembre, Maczek va marxar a França, on es va incorporar al nou exèrcit polonès a l'exili i va ser ascendit al rang de general de brigada. Va ser nomenat oficial comandant del campament militar polonès a Coëtquidan. A continuació, va preparar un informe detallat sobre el funcionament de la tàctica alemanya de Blitzkrieg i les possibles precaucions contra aquesta. Aquest informe, però, va ser completament ignorat per part de l'estat major francès. També va començar a reunir veterans de la 10a brigada que havien arribat a França en dos camps a Paimpont i Campeneac. El seu objectiu era preservar la integritat de la seva antiga unitat i evitar la consignació d'alguns dels soldats polonesos amb millor formació en formacions d'infanteria normal, on probablement s'hauria perdut la seva experiència. Tanmateix, el comandament francès inicialment no estava interessat en la formació d'una unitat blindada polonesa i la brigada no va rebre gairebé cap equipament. No va ser fins al març de 1940 que Maczek va rebre una dotzena de tancs obsolets FT-17 per entrenar-se, més unes dotzenes de cotxes i motos.
Tot va canviar quan Alemanya va envair França a la primavera de 1940, superant la línia Maginot. La unitat del general Maczek va rebre de sobte tot l'equip que se li havia demanat, amb una sola condició: havien d'entrar immediatament en acció. Això va resultar impossible, perquè molts soldats polonesos no tenien ni idea de com utilitzar el nou equipament i no hi va haver temps per fer exercicis. El general Maczek va decidir dirigir una petita força dels seus homes més ben formats, amb l'esperança que la resta de la seva unitat s'hi unís més tard. Aquesta petita força va rebre el nom de 10a brigada de cavalleria blindada (10 Brygada Kawalerii Pancernej) en honor de la Brigada Negra de 1939. El 6 de juny, la 10a brigada comptava amb un batalló de tancs, dos esquadrons motoritzats de cavalleria, una bateria antitanc i una altra antiaèria. Va ser assignada al 4t exèrcit francès a prop de Reims i va cobrir el seu flanc esquerre. Tanmateix, la unitat de Maczek era massa feble per assolir l'èxit contra les divisions blindades alemanyes. Els soldats polonesos van aconseguir cobrir només una divisió d'infanteria francesa en retirada atacant les forces alemanyes a Champaubert-Montgivroux. Més tard la brigada es va haver de retirar amb la resta de les tropes franceses i es va incorporar al XXIII Cos Francès. El 16 de juny, la brigada va atacar de nit la ciutat de Montbard sobre el canal de Borgonya. Els soldats de Maczek van aconseguir una sorpresa completa i van capturar molts presoners alemanys.
Tanmateix, la brigada ja lluitava sola, amb les unitats franceses a banda i banda o bé en retirada. No hi havia forces franceses per aprofitar aquella victòria i la unitat polonesa, delmada, es va trobar envoltada i sense combustible. El 18 de juny, Maczek va decidir destruir equips inutilitzables i retirar-se a peu. Més tard aquell dia, va haver de dividir les restes de la seva brigada en grups reduïts, de manera que poguessin passar per les línies enemigues. Molts dels homes de Maczek, inclòs el mateix general, van passar per la França de Vichy, el nord d'Àfrica i Portugal fins al Regne Unit, on es va recrear una unitat blindada polonesa, mentre que d'altres es van unir a les organitzacions de resistència polonesa i francesa de França i Bèlgica. Maczek es va traslladar a Londres.

## Escòcia
Inicialment, l'alt comandament britànic volia utilitzar l'exèrcit polonès recreat només per a la defensa de la costa escocesa entre Aberdeen i Edimburg, i els veterans de les formacions de tancs polonesos que van arribar al Regne Unit van ser assignats a la 2a brigada polonesa de fusellers sota el general Rudolf Orlicz-Dreszer. No obstant això, immediatament a l'arribada de Maczek la idea va ser abandonada i el general Władysław Sikorski va aconseguir convèncer el govern britànic de crear una unitat blindada polonesa. Després de dos anys d'entrenament al camp de Blairgowrie, el febrer de 1942, el general Maczek va formar la 1a divisió blindada polonesa. Inicialment servint en defensa de la costa escocesa entre Montrose i el Firth of Forth, la divisió va estar equipada per les autoritats britàniques amb els tancs moderns Churchill i M4 Sherman per preparar el desembarcament de Normandia.

## A Alemanya
Cap a final de juliol de 1944, la primera divisió blindada polonesa va ser transferida a Normandia, on va demostrar la seva vàlua durant la invasió de Normandia. Assignats al Primer Exèrcit canadenc, els homes de Maczek van entrar en combat el 8 d'agost, durant l'operació Totalize. La divisió va patir dues vegades atacs de foc amic dels avions de la Força Aèria de l'Exèrcit dels Estats Units, però va aconseguir una victòria brillant contra la Wehrmacht en les batalles per Mont Ormel, el turó 262 i la ciutat de Chambois. En aquesta sèrie d'operacions ofensives i defensives, coneguda com la batalla de Falaise, 14 divisions alemanyes de la Wehrmacht i la SS van quedar atrapades a l'enorme bossa de Chambois. La divisió de Maczek va tenir el paper crucial de tancar la bossa per bloquejar la via d'escapament de les divisions alemanyes.
Després d'aquesta batalla decisiva, la divisió de Maczek va continuar al capdavant de l'avenç aliat pels camps de batalla del nord de França, Bèlgica, Països Baixos i finalment Alemanya. Durant el seu progrés, va alliberar Ypres, Oostnieuwkerke, Roeselare, Tielt, Ruislede i Gant a Bèlgica (casualment, la paraula polonesa maczek significa 'rosella' en anglès, el símbol del record associat a la zona al voltant d'Ypres a la Primera Guerra Mundial). Gràcies a una maniobra de flanqueig, es va aconseguir alliberar Breda, als Països Baixos, després d'una dura lluita, però sense provocar pèrdues civils. Una petició en nom de 40.000 habitants de Breda va fer que Maczek es convertís en ciutadà neerlandès honorari després de la guerra. El moment més brillant de la divisió va arribar quan les seves forces van acceptar la rendició de la base naval alemanya de Wilhelmshaven, prenent en captivitat tota la guarnició, juntament amb uns 200 vaixells de la Kriegsmarine.
Maczek va comandar la primera divisió blindada fins a la fi de les hostilitats europees i va ser ascendit a major general. Després de la capitulació d'Alemanya va passar a comandar el I cos polonès i es va convertir en oficial de comandament de totes les forces poloneses al Regne Unit fins a la seva desmobilització el 1947.

## Exili

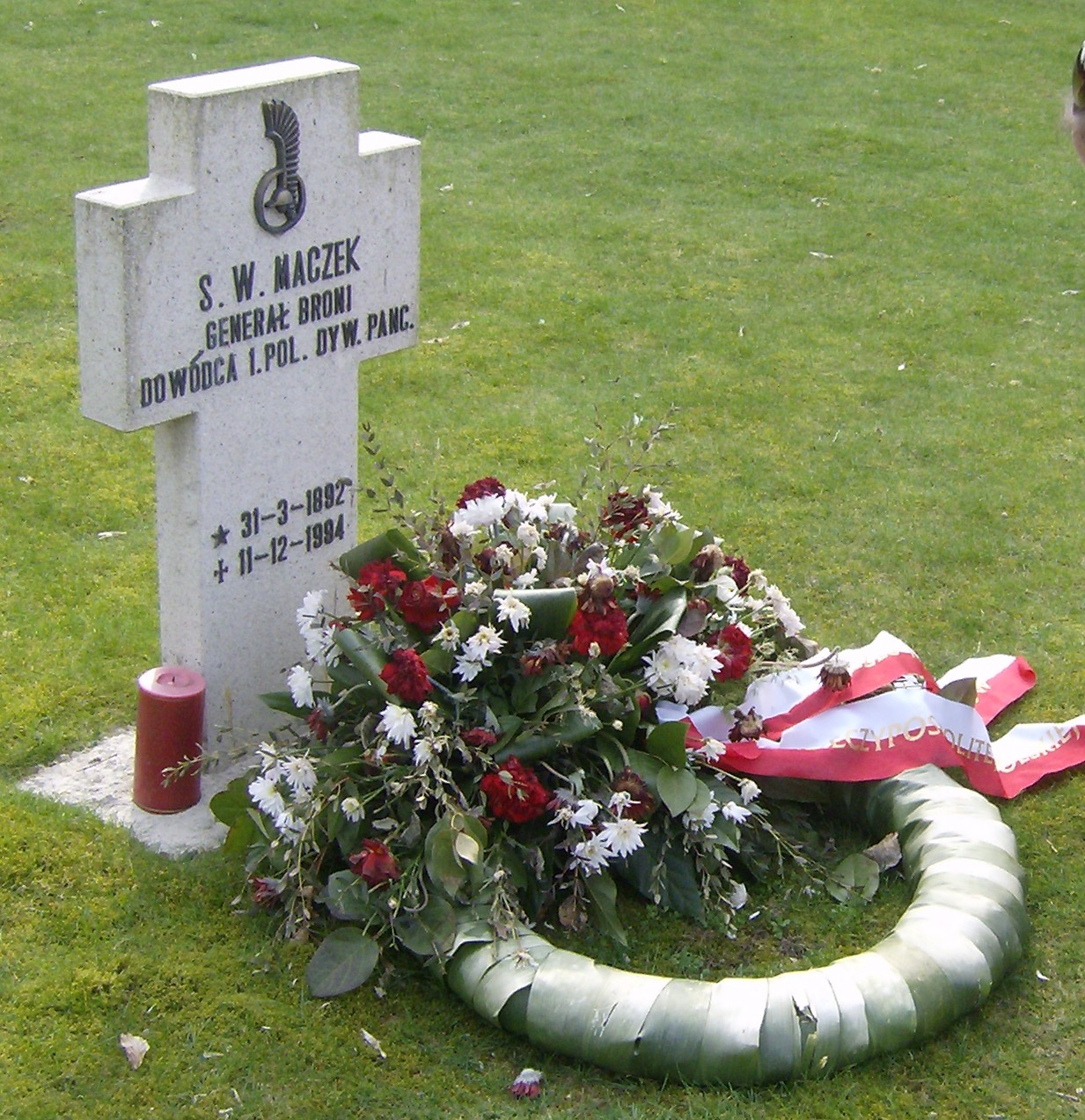
La tomba de Maczek, cementiri polonès, Breda, Països Baixos

Després de la guerra, el govern comunista de la República Popular de Polònia va retirar a Maczek la ciutadania polonesa, per la qual cosa va haver de romandre a Gran Bretanya. Va deixar l'exèrcit el 9 de setembre de 1948 però per algun motiu el govern britànic li va negar la pensió de general. Com a resultat, Maczek va treballar com a cambrer en un hotel d'Edimburg fins als anys 60.
Tot i viure al Regne Unit, el general Stanisław Maczek tenia una forta connexió amb els Països Baixos. A més de ser un heroi regional de les zones que va alliberar a la Segona Guerra Mundial, va rebre la ciutadania honoraria de la ciutat de Breda. Els documents d'arxiu revelats recentment demostren que el general polonès va rebre en secret una subvenció anual del govern neerlandès durant la resta de la seva vida. Va obtenir la seva prestació perquè el 1950 l'alcalde Claudi Prinsen de Breda estava preocupat per la seva difícil situació econòmica. A més a més, el general va haver de tenir cura d'una filla amb malaltia crònica que necessitava un tractament costós.
El 1989, l'últim govern comunista polonès del primer ministre Mieczysław Rakowski va emetre una disculpa pública al general, i el 1994 se li va oferir la condecoració estatal més alta de Polònia, l'Orde de l'Àliga Blanca.
El tinent general Stanisław Maczek va morir l'11 de desembre de 1994, a l'edat de 102 anys. Segons el seu últim desig, va ser enterrat entre els seus soldats al cementiri militar polonès de Breda, Països Baixos. Cada any durant les festes del Dia d'Alliberament, Breda és visitada per un gran contingent polonès i la ciutat dedica part de les festes als soldats polonesos caiguts.
El 2018 es va inaugurar una estàtua de bronze en honor del general Maczek al centre d'Edimburg i una sender que creua Bruntsfield Links que porta a l'antiga casa del general al carrer Arden ha estat batejada Passeig del General Maczek.